# Sidney Drell
Sidney David Drell (13. září 1926 – 21. prosince 2016) byl americký teoretický fyzik a armádní expert. Působil jako profesor v Stanford Linear Accelerator Center (SLAC) a vedoucí pracovník na Hooverově institutu Stanfordovy univerzity. Drell byl známý pro své příspěvky v oblasti kvantové elektrodynamiky a částicové fyziky vysokých energií. Drellův-Yanův proces je pojmenován po něm.

## Život
Narodil se v Atlantic City, vystudoval Atlantic City High School. Bakalářský titul z fyziky získal na Princetonské univerzitě v roce 1946. Magisterský titul ve fyzice získal v roce 1947 a doktorát z Univerzity Illinois v roce 1949. Spolu s Jamesem Bjorkenem je autorem učebnice Relativistické kvantové mechaniky a Relativistických kvantových polí. Drell byl aktivní jako vědecký poradce vlády USA, a byl zakládajícím členem Poradní skupiny obrany JASON. Byl rovněž členem představenstva Los Alamos National Security, společnosti která působí v Los Alamos National Laboratory. Byl odborníkem v oblasti kontroly jaderných zbraní a spoluzakladatelem Centra pro mezinárodní bezpečnost a kontrolu zbraní, nyní Centra pro mezinárodní bezpečnost a spolupráci. Působil jako vedoucí pracovník na Hooverově institutu, jeho koníčkem byla hra na housle.
Byl otcem Persis Drellové, bývalý šéfky SLAC a děkanky Stanford University School of Engineering, Joanny Drellové, profesorky historie na University of Richmond, a Daniela Drella, důstojníka u amerického ministerstva energetiky. V listopadu 2016 byla Persis Drellová jmenována dalším proboštem Stanfordovy univerzity s nástupem do úřadu v únoru 2017. Sidney Drell zemřel v prosinci 2016 ve svém domě v Palo Alto v Kalifornii ve věku 90 let.

## Ocenění a vyznamenání
- Člen Národní akademie věd (1969)[4]
- Člen Americké akademie umění a věd (1971)[5]
- Cena Enrica Fermiho (2000)
- Národní vyznamenání za vědu v roce (2011)